# Совет Двенадцати
Сове́т Двена́дцати (итал. Consiglio dei XII) — институт государственной власти, являющийся высшим судебным органом в карликовом государстве Сан-Марино.
Он избирается Генеральным советом из числа собственных членов на шестилетний срок и обязательно должен состоять из двенадцати человек.
Возглавляют Совет Двенадцати капитаны-регенты, которые не имеют в нём право голоса, при этом они могут быть наделены таким правом только в том случае, если избраны в качестве членов.
Совет Двенадцати является последней судебной инстанцией по делам общей юрисдикции (гражданским и уголовным) — служит апелляционной инстанцией третьего уровня. Также он выполняет функции органа административной юстиции. Как административный суд рассматривает дела, связанные с приобретением иностранцами права собственности на недвижимое имущество, находящееся на территории Республики, а также приобретением имущества юридических лиц; принимает решения по ходатайствам о предоставлении правовой помощи.
Кроме того, в составе Совета Двенадцати образуется Коллегия попечителей (Collegio dei Garanti), которая имеет право принимать решения о конституционности норм и урегулировать конфликты юрисдикции между конституционными органами власти.
Два правительственных инспектора представляют Совет в финансовых и семейных вопросах.

## История
Прообраз Совета Двенадцати был создан ещё в XV в., истоки которого восходят к муниципальному совету, наделявшегося широкими полномочиями. Впервые организация Совета Двенадцати закреплена в Законодательном статуте 1600 года. Закон от 5 июня 1923 года № 13 установил, что Совет является высшим судебным органом общей и административной юрисдикции и детально определил его функции.